# Parafia Świętych Apostołów Piotra i Pawła w Lipie
Parafia Świętych Apostołów Piotra i Pawła – jedna z najmniejszych parafii Kościoła Polskokatolickiego w RP, położona w Lipie, w dekanacie zamojskim diecezji warszawskiej. Msze św. sprawowane są w każdą niedzielę o godz. 14. Do parafii należy cmentarz polskokatolicki w Lipie.

## Historia
Parafia Świętych Apostołów Piotra i Pawła w Lipie powstała w 1928. Pierwszym proboszczem placówki został ks. Zygmunt Gozdalski. W pamięci wiernych zapisał się on jako gorliwy kapłan i dobry organizator pracy i życia religijno-kulturalnego. Niedługo potem ks. Gozdalski odszedł, a parafia nie miała stałej obsady duszpasterskiej. Zaniedbania duszpasterskie (doraźna posługa kapłańska, niesystematyczne sprawowanie nabożeństw, a także nieodpowiedzialne zachowania kapłanów) spowodowały upadek parafii. Według posiadanych danych, do Kościoła Narodowego przystąpiło w Lipie ponad 1000 osób – prawie cała Lipa, a dziś pozostało kilka osób w tym Kościele.
Po II wojnie światowej liczba wiernych jeszcze bardziej spadła. Gdy pasterzował tu ks. Józef Rudy, w dniu 31 grudnia 1963 zakupiono dom z przeznaczeniem na plebanię. Stara chata (stała na placu, gdzie obecnie znajduje się nowa kaplica – przy trasie z Olbięcina do Stalowej Woli), po spaleniu kościoła drewnianego w 1969, przez wiele lat była domem modlitwy dla pozostałych wiernych Kościoła Narodowego. Od 26 września 1984 opiekę duszpasterską nad niewielką, żyjącą jeszcze grupką wiernych – dojeżdżając z Lublina – sprawował ks. mgr Kazimierz Stachniak. W latach 1988–1994 trwała budowa nowego kościoła parafialnego, którego poświęcenia dokonał 3 lipca 1994 bp Tadeusz Majewski.
W latach 2014–2015 proboszczem parafii był ks. dziek. dr Mieczysław Piątek. Od 2015 proboszczem parafii jest ks. mgr Waldemar Mroczkowski.